# Partsi (Põlva)
Partsi (Duits: Parzimois) is een plaats in de Estlandse gemeente Põlva vald, provincie Põlvamaa. De plaats heeft de status van dorp (Estisch: küla) en telt 98 inwoners (2021).

## Ligging
Partsi ligt tegen de grens van Põlva vald met de gemeente Räpina.
Het dorp ligt aan de Tugimaantee 90, de secundaire weg van Põlva naar Karisilla. De rivier Lutsu loopt door het dorp.
Op het grondgebied van het dorp liggen drie meertjes: Kõrdsijärv (3,5 ha), Mõisajärv (2 ha) en Pikämäe järv (7,4 ha).

## Geschiedenis
Partsi bestond al vóór 1558 en heette toen Pigmek of Pikmek. In 1582 lag Partsi op een landgoed met de naam Widik, dat toebehoorde aan de familie Vietinghoff. In 1638 heette het dorp Pickmeggi (Duits) of Pikämäe (Estisch). Rond 1590 kwam het landgoed in handen van Mattias Bartsch. Van die naam is Partsi afgeleid. Daarna veranderde het landgoed vaak van eigenaar, Een van de eigenaren in de 17e eeuw was Johan Skytte, de eerste rector magnificus van de Universiteit van Tartu. Het landgoed stond bekend onder vele namen: Bartzen Gutt of Piggmegi (1627), Bartsch Moysa (1638), Partsi Wald (1757), Parzimois, Barzemois, Vietinghof of Widiki mois (1782). Een deel van het landgoed was een Hoflage, een niet-zelfstandig landgoed, met de naam Appelsee. In 1805 werd Appelsee verzelfstandigd. Daaruit komt het huidige dorp Uibujärve voort.
In 1820 kwam het landgoed Parzimois onder de familie von Samson-Himmelstjerna en vanaf 1840 onder de familie von Muethel. De laatste eigenaar voor de onteigening door het onafhankelijk geworden Estland in 1919 was Wilhelm von Muethel.
Het landhuis van het landgoed is een gebouw van één woonlaag, gebouwd in de tweede helft van de 19e eeuw. Na de onteigening van het landgoed was het landhuis in gebruik als schoolgebouw. De school sloot in de jaren zeventig van de 20e eeuw; daarna diende het landhuis als opslagruimte voor de plaatselijke kolchoz. Rond 1990 kwam het leeg te staan en raakte het in verval. In de jaren tien van de 21e eeuw zijn restauratiewerkzaamheden uitgevoerd.
In 1977 werd het buurdorp Härmä bij Partsi gevoegd.

## Foto's

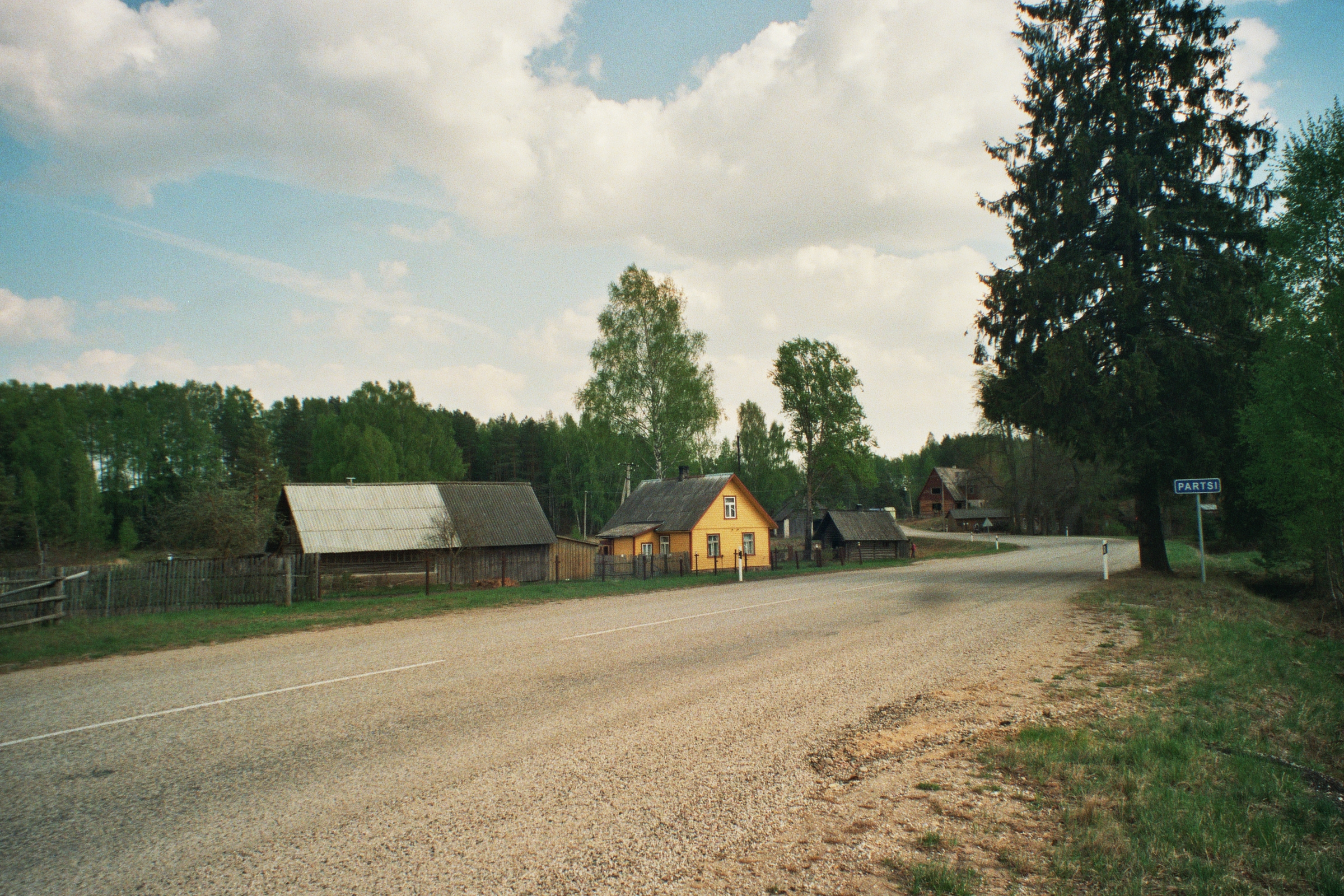
Het begin van het dorp
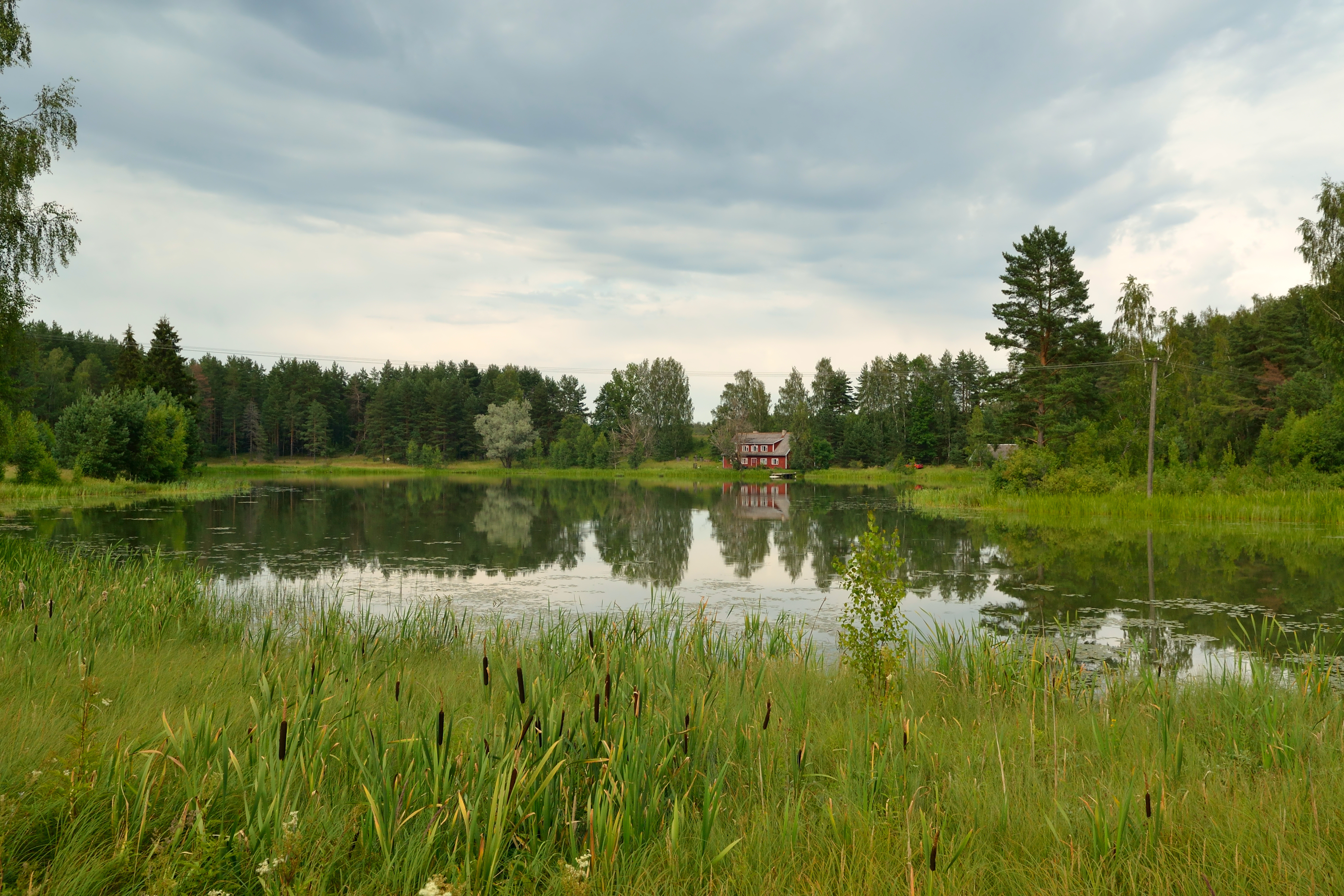
Het Kõrdsijärv
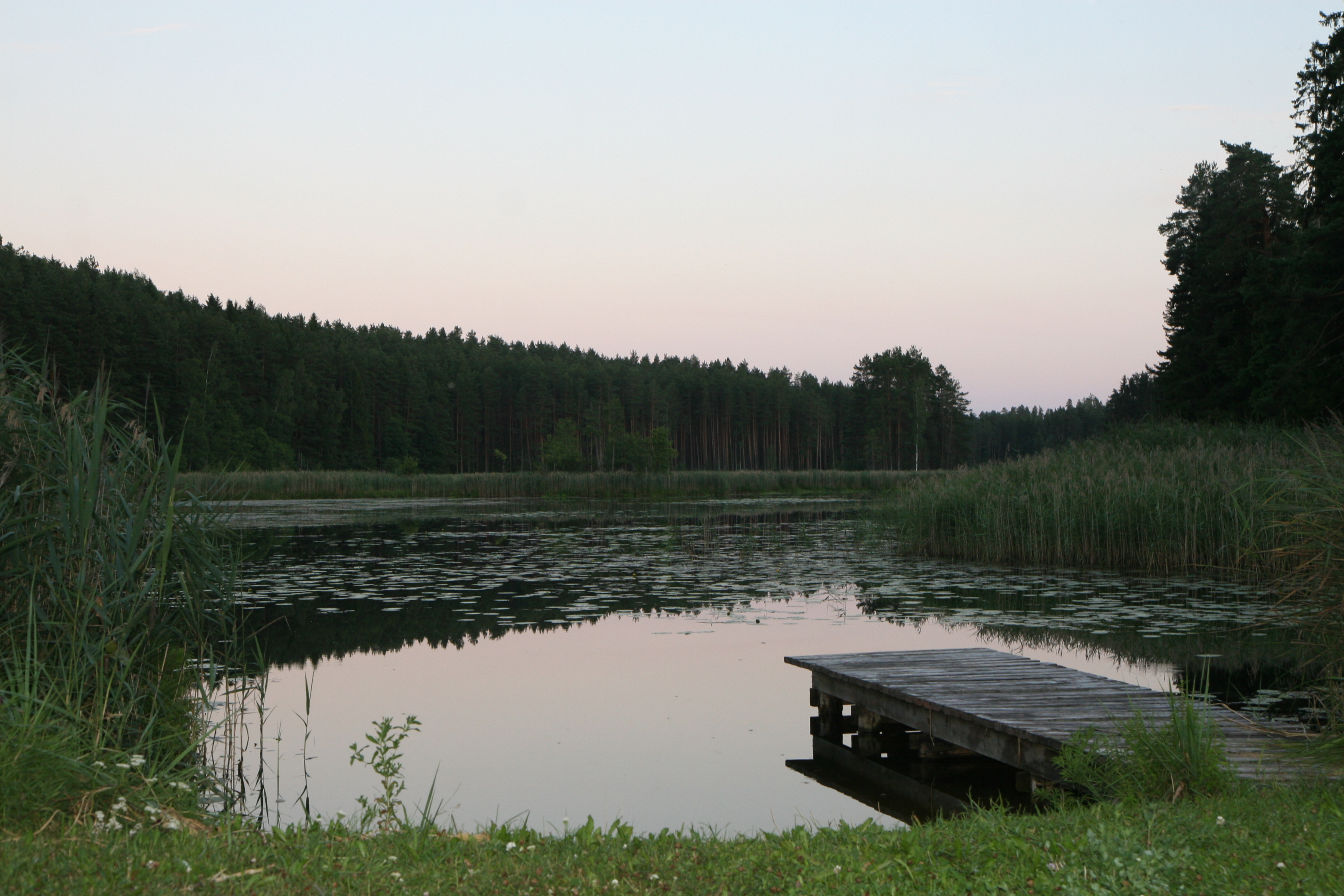
Het Mõisajärv